# DBC Digital A/S
DBC (DBC Digital A/S) er et offentlig ejet aktieselskab, der blev grundlagt i 1991.
DBC producerer og leverer bibliografiske data og informationsydelser til de danske biblioteker, for eksempel DK5-systemet. DBC holder til i Ballerup og hed tidligere BiblioteksCentralen (BC).
DBC producerer og formidler bibliografiske data og informationsservices til de danske biblioteker via DanBib som er det fælles bibliografiske overbygningssystem for det samlede danske biblioteksvæsen og omfatter en fælles bibliografisk database over nationalbibliografien og over bestanden i alle danske biblioteker.
DanBib er både den nationale fælleskatalog og bibliotekernes digitale infrastruktur. Systemet omfatter også fælles funktioner vedrørende formidling af lånesamarbejdet, genbrug af bibliografiske data, verifikation samt gennemstilling til relevante udenlandske databaser.
Portalen bibliotek.dk giver direkte adgang for biblioteksbrugeren til at søge i nationalbibliografien og samtlige danske folkebibliotekers og forskningsbibliotekers materialer. Via portalen er det muligt at bestille materialer overalt i Danmark til hjemlån fra eget lokale bibliotek.
Dansk ISBN kontor, som administrerer danske ISBN med præfiks 87- (ISBN-10) og 978-87- (ISBN-13), er en del af Dansk BiblioteksCenter.